# Кастельнуово-Рангоне
Кастельнуово-Рангоне (итал. Castelnuovo Rangone) —  город в Италии, располагается в регионе Эмилия-Романья, подчиняется административному центру Модена.
Население составляет 12 001 человек (на 2001 г.), плотность населения составляет 530,8 чел./км². Занимает площадь 22,61 км². Почтовый индекс — 41051. Телефонный код — 059.
Покровителем коммуны почитается святой Целестин I, папа Римский. Праздник ежегодно празднуется 6 апреля.